# Google Science Fair
A Google Science Fair é uma competição científica online patrocinada pelo Google, Virgin Galactic, National Geographic, Lego e Scientific American. A competição é aberta a estudantes de 13 à 18 anos de todo o mundo (exceto Cuba, Irã, Coreia do Norte, Sudão, Síria e qualquer outro país ao qual se apliquem sanções dos Estados Unidos.) A competição aconteceu pela primeira vez em 2011.